# НХЛ у сезоні 1967—1968
НХЛ у сезоні 1967/1968 — 51-й регулярний чемпіонат НХЛ. Сезон стартував 11 жовтня 1967. Закінчився фінальним матчем Кубка Стенлі 11 травня 1968 між Монреаль Канадієнс та Сент-Луїс Блюз перемогою «Канадієнс» 3:2 в матчі та 4:0 в серії. Це п'ятнадцята перемога в Кубку Стенлі Монреаля.

## Регулярний сезон
5 червня 1967 НХЛ вперше розширилось з 1926 року. До ліги було включено шість нових команд, які заснували новий дивізіон: «Філадельфія Флайєрс», «Сент-Луїс Блюз», «Міннесота Норз-Старс», «Лос-Анджелес Кінгс», «Окленд Сілс» та «Піттсбург Пінгвінс».
11 жовтня 1967 Жан Беліво зіграв 400-ий матч в кар'єрі.
18 жовтня 1967. Новачок «Канадієнс» Жак Лемер закинув свою першу шайбу в кар'єрі в матчі «Монреаль Канадієнс» — «Нью-Йорк Рейнджерс» 2:2.
20 листопада 1967. Скотті Боумен став головним тренером «Сент-Луїс Блюз».
15 січня 1968 помер Білл Мастертон («Міннесота Норз-Старс»), через два дні після отримання травми головного мозку. З наступного сезону з'явиться новий трофей названий на його честь.
Регулярний чемпіонат виграв «Монреаль Канадієнс» випередивши на чотири очки «Нью-Йорк Рейнджерс», найкращим бомбардиром став Стен Микита з «Чикаго Блек Гокс» у 72 матчах набрав 87 очок (40 + 47).

## Підсумкові турнірні таблиці
| #                 | Команда              | І  | В  | П  | Н  | ШЗ  | ШП  | Очки |
| ----------------- | -------------------- | -- | -- | -- | -- | --- | --- | ---- |
| Східний дивізіон  |                      |    |    |    |    |     |     |      |
| 1                 | Монреаль Канадієнс   | 74 | 42 | 10 | 22 | 236 | 167 | 94   |
| 2                 | Нью-Йорк Рейнджерс   | 74 | 39 | 12 | 23 | 226 | 183 | 90   |
| 3                 | Бостон Брюїнс        | 74 | 37 | 10 | 27 | 259 | 216 | 84   |
| 4                 | Чикаго Блек Гокс     | 74 | 32 | 16 | 26 | 212 | 222 | 80   |
| 5                 | Торонто Мейпл-Ліфс   | 74 | 33 | 10 | 31 | 209 | 176 | 76   |
| 6                 | Детройт Ред-Вінгс    | 74 | 27 | 12 | 35 | 245 | 257 | 66   |
| Західний дивізіон |                      |    |    |    |    |     |     |      |
| 1                 | Філадельфія Флайєрс  | 74 | 31 | 11 | 32 | 173 | 179 | 73   |
| 2                 | Лос-Анджелес Кінгс   | 74 | 31 | 10 | 33 | 200 | 224 | 72   |
| 3                 | Сент-Луїс Блюз       | 74 | 27 | 16 | 31 | 177 | 191 | 70   |
| 4                 | Міннесота Норз-Старс | 74 | 27 | 15 | 32 | 191 | 226 | 69   |
| 5                 | Піттсбург Пінгвінс   | 74 | 27 | 13 | 34 | 195 | 216 | 67   |
| 6                 | Окленд Сілс          | 74 | 15 | 17 | 42 | 153 | 219 | 47   |

## Матч усіх зірок НХЛ
21-й матч усіх зірок НХЛ пройшов 16 січня 1968 року в Торонто: Торонто Мейпл-Ліфс — Усі Зірки 4:3 (1:1, 2:1, 1:1).

## Найкращі бомбардири

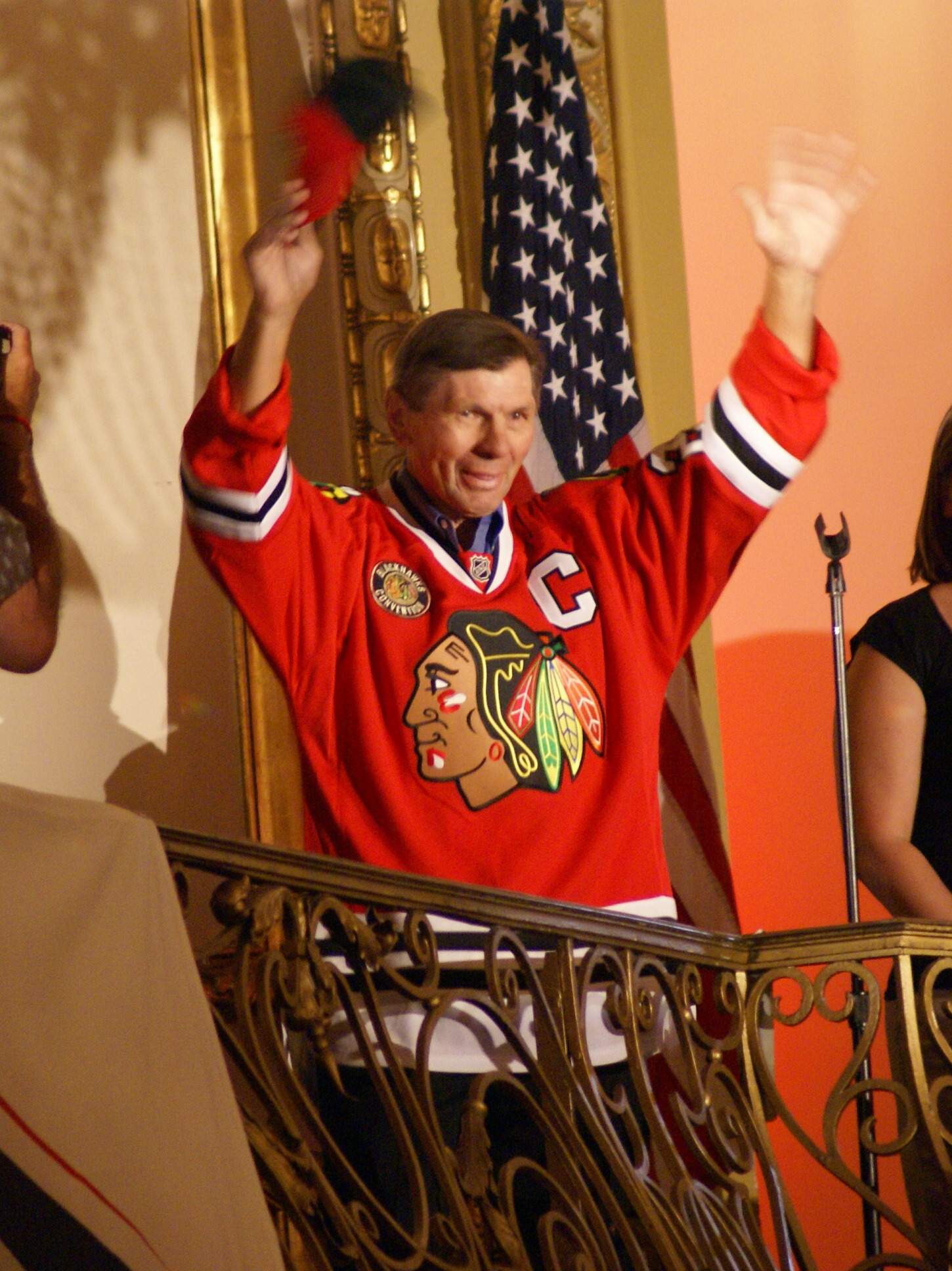
Стен Микита, найкращий бомбардир регулярного чемпіонату.

| Гравець          | Команда  | І  | Г  | П  | О  | ШХ |
| ---------------- | -------- | -- | -- | -- | -- | -- |
| Стен Микита      | Чикаго   | 72 | 40 | 47 | 87 | 14 |
| Філ Еспозіто     | Бостон   | 74 | 35 | 49 | 84 | 21 |
| Горді Хоу        | Детройт  | 74 | 39 | 43 | 82 | 53 |
| Жан Ратель       | Нью-Йорк | 74 | 32 | 46 | 78 | 18 |
| Род Жильбер      | Нью-Йорк | 74 | 29 | 48 | 77 | 12 |
| Боббі Галл       | Чикаго   | 71 | 44 | 31 | 75 | 39 |
| Норм Ульман      | Торонто  | 71 | 35 | 37 | 72 | 28 |
| Алекс Дельвеккіо | Детройт  | 74 | 22 | 48 | 70 | 14 |
| Джонні Буцик     | Бостон   | 72 | 30 | 39 | 69 | 8  |
| Кенні Варрам     | Чикаго   | 74 | 27 | 42 | 69 | 18 |

## Плей-оф

### Чвертьфінали
| - 4 квітня. Філадельфія — Сент-Луїс 0:1 - 6 квітня. Філадельфія — Сент-Луїс 4:3 - 10 квітня. Сент-Луїс — Філадельфія 3:2 2ОТ - 11 квітня. Сент-Луїс — Філадельфія 5:2 - 13 квітня. Філадельфія — Сент-Луїс 6:1 - 16 квітня. Сент-Луїс — Філадельфія 1:2 2ОТ - 18 квітня. Філадельфія — Сент-Луїс 1:3 Серія: Філадельфія — Сент-Луїс 3-4 | - 4 квітня. Монреаль — Бостон 2:1 - 6 квітня. Монреаль — Бостон 5:3 - 9 квітня. Бостон — Монреаль 2:5 - 11 квітня. Бостон — Монреаль 2:3 Серія: Монреаль — Бостон 4-0 |
| - 4 квітня. НЙ Рейнджерс — Чикаго 3:1 - 9 квітня. НЙ Рейнджерс — Чикаго 2:1 - 11 квітня. Чикаго — НЙ Рейнджерс 7:4 - 13 квітня. Чикаго — НЙ Рейнджерс 3:1 - 14 квітня. НЙ Рейнджерс — Чикаго 1:2 - 16 квітня. Чикаго — НЙ Рейнджерс 4:1 Серія: НЙ Рейнджерс — Чикаго 2-4                                                                | - 4 квітня. Лос-Анджелес — Міннесота 2:1 - 6 квітня. Лос-Анджелес — Міннесота 2:0 - 9 квітня. Міннесота — Лос-Анджелес 7:5 - 11 квітня. Міннесота — Лос-Анджелес 3:2 - 13 квітня. Лос-Анджелес — Міннесота 3:2 - 16 квітня. Міннесота — Лос-Анджелес 4:3 ОТ - 18 квітня. Лос-Анджелес — Міннесота 4:9 Серія: Лос-Анджелес — Міннесота 3-4 |

### Півфінали
| - 21 квітня. Сент-Луїс — Міннесота 5:3 - 22 квітня. Міннесота — Сент-Луїс 3:2 ОТ - 25 квітня. Сент-Луїс — Міннесота 1:5 - 27 квітня. Сент-Луїс — Міннесота 4:3 ОТ - 29 квітня. Сент-Луїс — Міннесота 3:2 ОТ - 1 травня. Міннесота — Сент-Луїс 5:1 - 3 травня. Сент-Луїс — Міннесота 2:1 2ОТ Серія: Сент-Луїс — Міннесота 4-3 | - 18 квітня. Монреаль — Чикаго 9:2 - 20 квітня. Монреаль — Чикаго 4:1 - 23 квітня. Чикаго — Монреаль 2:4 - 25 квітня. Чикаго — Монреаль 2:1 - 28 квітня. Монреаль — Чикаго 4:3 ОТ Серія: Монреаль — Чикаго 4-1 |

### Фінал
- 5 травня. Сент-Луїс — Монреаль 2:3 ОТ
- 7 травня. Сент-Луїс — Монреаль 0:1
- 9 травня. Монреаль — Сент-Луїс 4:3 ОТ
- 11 травня. Монреаль — Сент-Луїс 3:2

Серія: Сент-Луїс — Монреаль 0-4

## Призи та нагороди сезону
| Нагороди                 | Гравець                                           | Команда                                           |
| ------------------------ | ------------------------------------------------- | ------------------------------------------------- |
| Пам'ятний трофей Колдера | Дерек Сендерсон                                   | Бостон Брюїнс                                     |
| Трофей Арта Росса        | Стен Микита                                       | Чикаго Блек Гокс                                  |
| Пам'ятний трофей Гарта   | Стен Микита                                       | Чикаго Блек Гокс                                  |
| Трофей Конна Смайта      | Гленн Галл                                        | Сент-Луїс Блюз                                    |
| Приз Білла Мастертона    | Клод Прово                                        | Монреаль Канадієнс                                |
| Приз Джеймса Норріса     | Боббі Орр                                         | Бостон Брюїнс                                     |
| Приз Леді Бінг           | Стен Микита                                       | Чикаго Блек Гокс                                  |
| Трофей Лестера Патріка   | Томмі Локгарт, Валтер Е. Бровн, Джон Р. Кілпатрік | Томмі Локгарт, Валтер Е. Бровн, Джон Р. Кілпатрік |
| Трофей Везини            | Рогі Вашон Гамп Ворслі                            | Монреаль Канадієнс                                |
| Нагорода Плюс-Мінус      | Даллас Сміт                                       | Бостон Брюїнс                                     |

| Нагорода                  | Клуб                |
| ------------------------- | ------------------- |
| Приз Кларенса С. Кемпбела | Філадельфія Флайєрс |
| Приз принца Уельського    | Монреаль Канадієнс  |
| Кубок Стенлі              | Монреаль Канадієнс  |

## Команда всіх зірок
| Перша команда                   | Позиція              | Друга команда                        |
| ------------------------------- | -------------------- | ------------------------------------ |
| Гамп Ворслі, Монреаль Канадієнс | Воротар              | Едді Джакомін, Нью-Йорк Рейнджерс    |
| Боббі Орр, Бостон Брюїнс        | Захисник             | Жан-Клод Трамбле, Монреаль Канадієнс |
| Тім Гортон, Торонто Мейпл-Ліфс  | Захисник             | Джим Нільсон, Нью-Йорк Рейнджерс     |
| Стен Микита, Чикаго Блек Гокс   | Центральний нападник | Філ Еспозіто, Бостон Брюїнс          |
| Горді Хоу, Детройт Ред-Вінгс    | Правий нападник      | Род Жильбер, Нью-Йорк Рейнджерс      |
| Боббі Галл, Чикаго Блек Гокс    | Лівий нападник       | Джонні Буцик, Бостон Брюїнс          |

## Дебютанти сезону
- Боббі Шмауц, Чикаго Блек Гокс
- Білл Вайт, Лос-Анджелес Кінгс
- Міккі Редмонд, Монреаль Канадієнс
- Жак Лемер, Монреаль Канадієнс
- Геррі Монеген, Монреаль Канадієнс
- Волт Ткачук, Нью-Йорк Рейнджерс
- Денніс Гекстолл*, Нью-Йорк Рейнджерс (дебютував у плей-оф)
- Симон Ноле, Філадельфія Флайєрс
- Барклей Плейгер, Сент-Луїс Блюз
- Геррі Ангер, Торонто Мейпл-Ліфс

## Завершили кар'єру
Список гравців, що завершили ігрову кар'єру в НХЛ.
- Білл Мастертон, Міннесота Норз-Старс
- Бронко Хорват, Міннесота Норз-Старс
- Берні Жоффріон, Нью-Йорк Рейнджерс
- Дікі Мур, Сент-Луїс Блюз
- Дон Маккіні, Сент-Луїс Блюз
- Вейн Гікс, «Філадельфія Флаєрс»